# Endelsleiste
Endelsleiste är en bergstopp i Antarktis. Den ligger i Östantarktis. Nya Zeeland gör anspråk på området. Toppen på Endelsleiste är 1 084 meter över havet.
Terrängen runt Endelsleiste är varierad. Trakten är obefolkad. Det finns inga samhällen i närheten. 